# Eriotrix
Eriotrix (ponekad pogrešno nazivan Eriothrix) je biljni rod iz porodice krstašica s dvije priznate endemske vrste s Réuniona
Rod je opisan u Bulletin des Sciences, par la Societe Philomatique 1817: 32. 1817.

## Vrste
1. Eriotrix commersonii Cadet
2. Eriotrix lycopodioides DC.